# مرسيليا
مرسيليا أو مارسيليا، أو مشيلية كما سماها الإدريسي (بالفرنسية: Marseille، تنطق «مَارْسَايْ»)، هي المدينة الثانية كُبرًا في فرنسا بعد العاصمة باريس، حيث يبلغ عدد سكانها أكثر من 850,000 نسمة ضمن نطاقها الإداري فقط، الذي تبلغ مساحته 240.62 كم مربع. تقع مرسيليا على ساحل فرنسا الجنوبي المطل على البحر الأبيض المتوسط، ويزيد عدد سكان منطقة مرسيليا الكبرى عن 1.7 مليون نسمة. يعد ميناء مرسيليا أكبر موانئ فرنسا التجارية. مرسيليا هي عاصمة كل من إقليم بوش دو رون ومنطقة بروفنس ألب كوت دازور. اختيرت مرسيليا عاصمة للثقافة الأوروبية لعام 2013. تشتهر المدينة بوجود جالية عربية وإسلامية كبيرة، ويرى الباحثون أن مرسيليا يمكن أن تصبح أول مدينة ذات غالبية مسلمة في أوروبا الغربية.

## جغرافيا
مرسيليا هي ثاني أكبر مدن فرنسا بعد باريس عاصمة البلاد، وهي مركز ثاني أكبر منطقة حضرية بعد باريس كذلك. يحدها من الجنوب البحر الأبيض المتوسط، ومن الشمال يحدها سلسلة جبال سانت فيكتوار، أما من الشرق فيحدها مناطق ساحلية وعرة يتخللها فيورد صغير، كما يحدها من الشرق سلسلة جبال سانت بوم، وغابة من الأشجار النفضية، ومدينة تولون، بالإضافة إلى الريفييرا الفرنسية، ويحدها من الغرب خليج الأسد، ومنطقة كامارغ الواقعة في دلتا الرون. يقع مطار مرسيليا في الشمال الغربي من المدينة. في خليج مرسيليا أرخبيل فريول الذي يتألف من أربعة جزر، ثمثل إحداها موقع قلعة ديف التي اشتهرت بسبب رواية ألكسندر دوما كونت دي مونت كريستو.

### مناخ
مناخ مرسيليا هو مناخ متوسطي، حيث يكون الشتاء معتدلاً ورطباً، أما الصيف فيكون بين الدافئ والحار، وجافاً في معظم الأحيان. ديسمبر ويناير وفبراير هم أبرد شهور السنة، حيث يكون معدل درجات الحرارة 12 درجة مئوية في النهار، و4 درجات مئوية في الليل. يوليو وأغسطس هما أحرّ أشهر السنة، حيث يكون معدل درجات الحرارة نحو 30 درجة مئوية خلال النهار، و19 درجة مئوية خلال الليل في مطار مرسيليا (الذي يبعد 35 كم عن المدينة)، بينما معدل درجة حرارة المدينة يكون نحو 27 درجة مئوية في شهر يوليو. تتعرض المدينة لهبوب رياح المسترال (خصوصاً في فصلي الشتاء والربيع)، وهي رياح قوية وباردة قادمة من وادي الرون وغالباً ما تكون جافة. كما تتعرض المدينة لهبوب رياح شهيلي الحارة والمحملة بالغبار قادمة من الصحراء الكبرى.
تتساقط الأمطار في مرسيليا بمعدل 515 ملم سنوياً. أغزر شهور السنة هو شهر سبتمبر، حيث تتساقط الأمطار فيه بمعدل 77.1 ملم، أما أكثر شهور السنة جفافاً فهو شهر يوليو، حيث تهطل الأمطار بمعدل 9.2 ملم فقط.

## تاريخ

### عصور ما قبل التاريخ

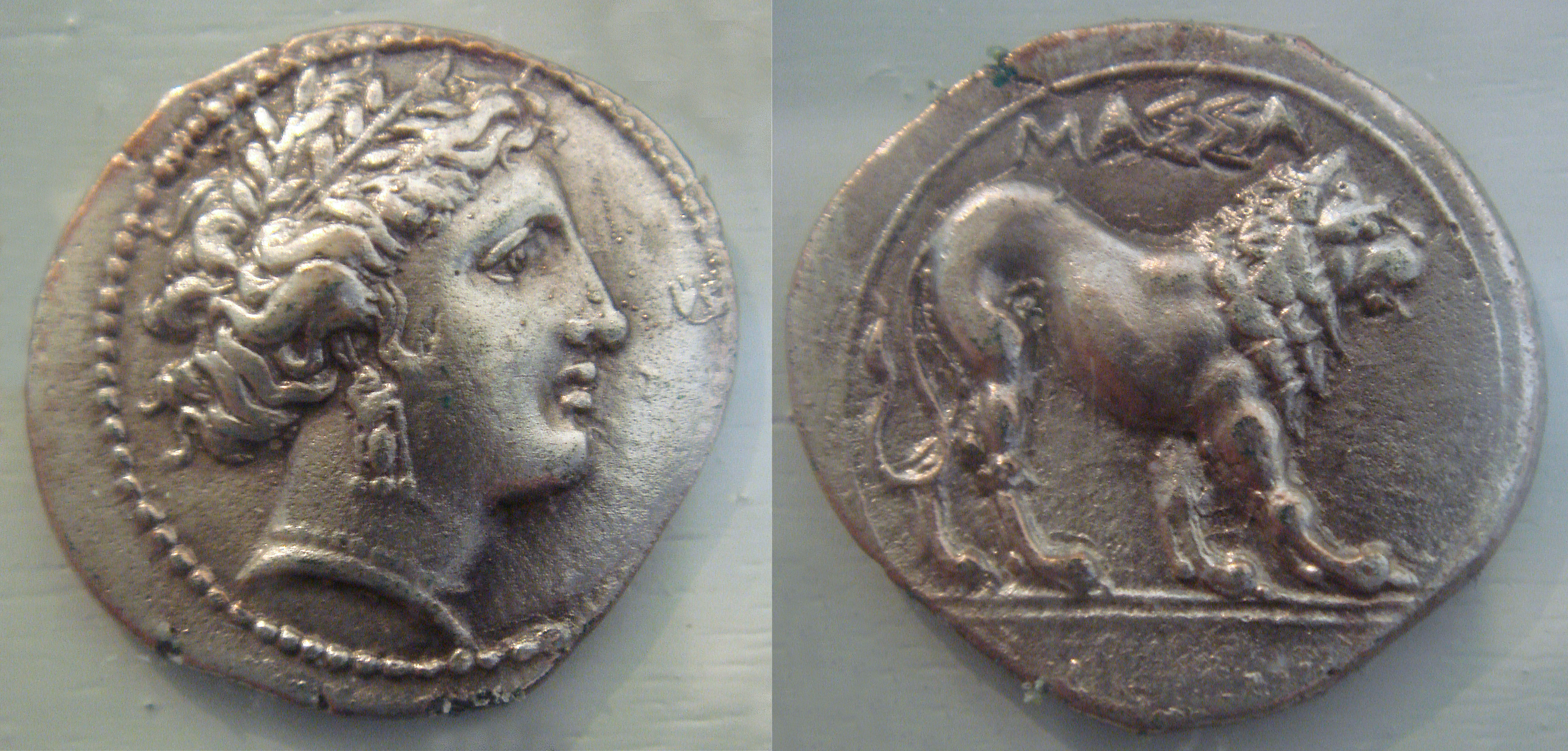
عملة فضية منقوش عليها اسم مرسيليا باليونانية من الحقبة الهيلينية في مرسيليا.

سكن البشر مدينة مرسيليا والمناطق المحيطة بها منذ نحو 30,000 سنة. اكتُشف في نهايات القرن العشرين رسومات في كهوف في مرسيليا تعود إلى الفترة ما بين 27,000 و 19,000 قبل الميلاد، كما اكتشفت حفريات حديثة مساكن من طوب حجري تعود إلى عام 6000 قبل الميلاد تقريباً بالقرب من محطة سكة الحديد.
يُطلق على مرسيليا لقب أقدم مدن فرنسا، حيث تأسست على يد الإغريق (الذين قدموا من منطقة تعرف الآن باسم فوتشا في أقصى غرب تركيا) عام 600 قبل الميلاد تقريباً لتكون ميناء تجارياً وأسموها ماساليا (باليونانية: Μασσαλία). ذُكرت العلاقة بين تلك المدينة الإغريقية ومدينة ماساليا في الكتاب الأول من تاريخ الحروب البيلوبونيزية لمؤلفه ثوسيديديس.
كانت ماساليا واحدة من أول الموانئ الإغريقية في أوروبا الغربية، وفاق عدد سكانها الألف نسمة. كانت ماساليا أولى المستوطنات التي تحولت إلى مدينة في فرنسا. واجهت المدينة الجديدة خطراً بسبب تحالف إتروسكان، وقرطاج، والكلت ضدها، فقامت المدينة بتحصين نفسها خصوصاً مع بزوغ نجم الجمهورية الرومانية في ذلك الوقت. ازدهرت المدينة خلال العمل كحلقة وصل بين بلاد الغال، وباتت تصدر السلع والنبيذ باضطراد بحلول عام 500 قبل الميلاد. شعرت روما أنها بحاجة إلى عبيد ومنتجات جديدة، فقام يوليوس قيصر باحتلال ماساليا بعد وقوفها في صف عدوه بومبيوس الكبير، وخسرت بذلك المدينة استقلالها أول مرة عام 49 قبل الميلاد. نُفي أحد رجال الرومان -اسمه تيتوس أنيوس ميلو- إلى مرسيليا، فقال مازحاً أنه لا يندم على ترك روما طالما أنه يأكل سمك البوري الأحمر في مرسيليا.
بعد وقوع المدينة في أيدي القوات الرومانية بعد معركة بحرية صادرت السلطات الرومانية الأسطول، وسُميت المدينة باسم ماسيليا إبان العصر الروماني. استُبدلت معظم البقايا الأثرية من الحقبة الإغريقية من خلال الإضافات الرومانية في وقت لاحق. تأقلمت مرسيليا جيداً مع وضعها الجديد تحت حكم روما. في العهد الروماني حكم المدينة محكومة 15 عضو مختار من أصل 600 سناتور. ثلاثة منهم كانوا يملكون السلطة التنفيذية. كان من ضمن القوانين التي سنها المجلس تحريم شرب النبيذ على النساء، وجواز مساعدة الناس على الانتحار.
ظهرت بعد ذلك المسيحية في مرسيليا أول مرة، ويدل على ذلك سراديب الموتى وسجلات الشهداء الرومان. طبقاً لتقاليد بروفنس، بشرّت مريم المجدلية برفقة أخيها لعازر في مرسيليا. أنشئت أبرشية مارسليا في القرن الأول الميلادي.

### العصور الوسطى وعصر النهضة
سقطت مرسيليا في أيدي القوط الغربيين حين انهارت الإمبراطورية الرومانية الغربية. ثم استولى عليها الفرنجة في منتصف القرن السادس الميلادي. منح الإمبراطور شارلمان وسلالة الكارولنجيين السلطة المدنية لمدينة مرسيليا، التي ظلت ميناء تجارياً شديد الأهمية حتى العصور الوسطى. استعادت المدينة الكثير من ثروتها وأهميتها التجارية في القرن العاشر عندما أعاد إحياءها كونتات بروفنس. في عام 1262، ثارت المدينة في وجه الحكام الأنجويون لكن كارلو الأول ملك نابولي أخمد الثورة. في عام 1348، عانت المدينة الأمرّين عندما اجتاحها الموت الأسود حتى عام 1361 وتسبب في مقتل 15,000 شخص من أصل 25,000 نسمة هم سكان المدينة في تلك الفترة، ويُعتقد أن مدينة مرسيليا كانت واحدة من أول مدن فرنسا التي واجهت هذا الوباء. تتابعت المصائب على المدينة; حيث تعرضت مرسيليا لنهب تاج أراغون عام 1423.

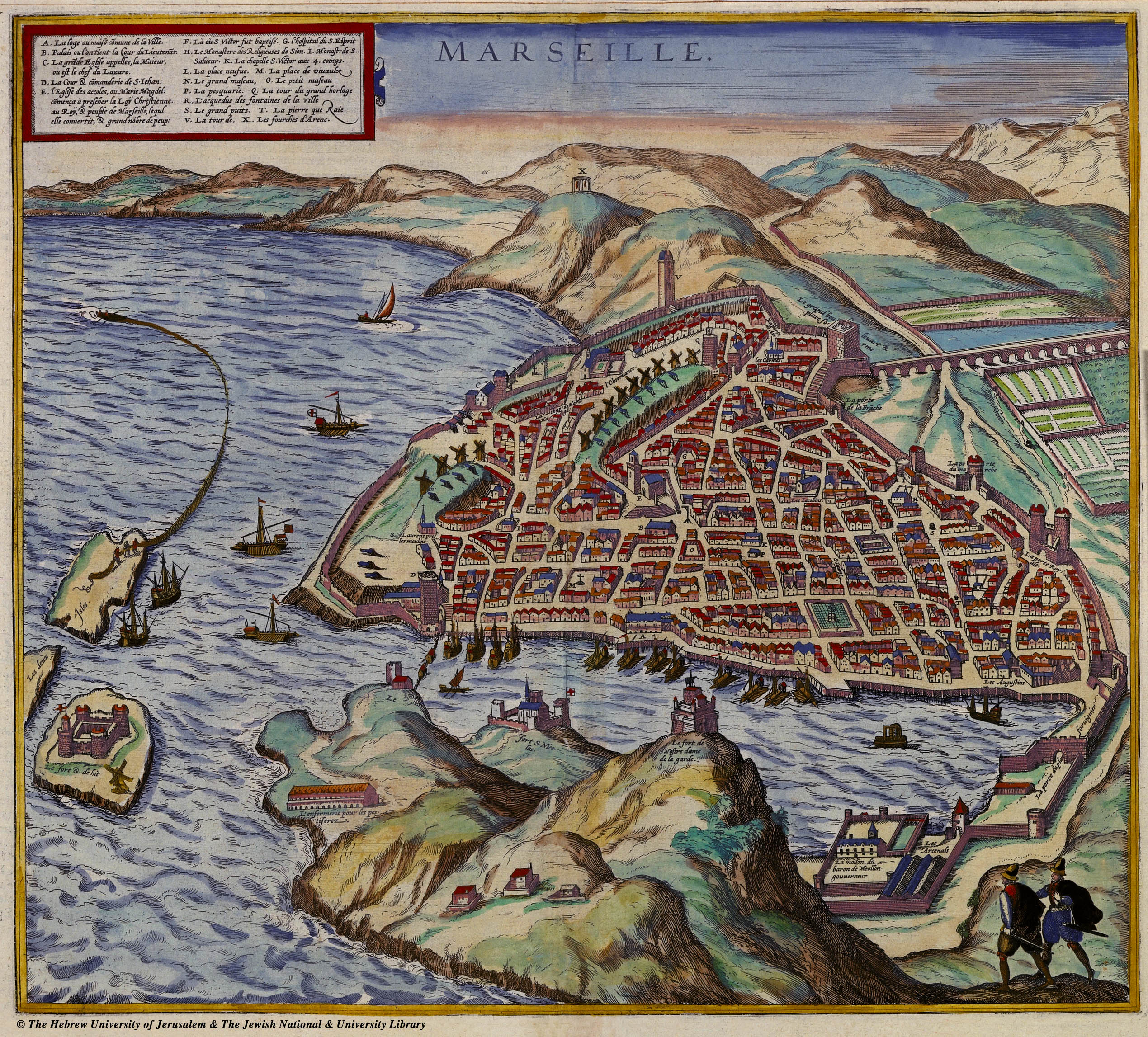
مرسيليا عام 1575.

سرعان ما تعافى وضع مرسيليا الاجتماعي والاقتصادي، وفي عام 1437، وصل إلى المدينة ريناتو الأول ملك نابولي (الذي خلف أبيه لويس الثاني دوق أنجو ليصبح ملك صقلية ودوق أنجو)، وبعد وصوله بنى فيها حصوناً وجعلها أشد المدن تحصيناً في جميع أنحاء فرنسا باستثناء باريس. عمل الحاكم الجديد على الرفع من مكانة المدينة ومنحها امتيازات خاصة. استخدم ريناتو الأول مرسيليا كقاعدة بحرية إستراتيجية في سبيل استرجاع مملكة صقلية التي ضاعت منه. أراد ريناتو الأول تقوية خطوط المدينة الدفاعية، فأمر ببناء سلسلة من المتاريس لحماية المدينة، وكان ذلك بين عامي 1447، و 1453. ازدهرت بعد ذلك التجارة في المدينة وأمر الملك ريناتو بتأسيس مؤسسة للصيادين.
اتحدت مرسيليا مع بروفنس عام 1481، ثم اندمجت مع فرنسا في العام الذي تلاه. لكنها ما لبثت أن تتمرد في وجه الحكومة المركزية. بعد نحو 30 عام من الاندماج، قام فرانسوا الأول ملك فرنسا بزيارة المدينة من أجل رؤية لوحة وحيد القرن لدورر التي عزم مانويل الأول ملك البرتغال على إرسالها للبابا ليو العاشر، لكنها غرقت قبل أن تكمل مسيرتها. نتيجة لهذه الزيارة، شُيدت الحصون عند قلعة ديف، وهذا كان أحد العوامل التي ساعدت على حماية المدينة من التعرض لحصار قوّات الإمبراطورية الرومانية المقدسة في المستقبل القريب. أصبحت مرسيليا قاعدة بحرية للقوات الفرنسية والعثمانية المتحالفة في عام 1536، حيث تمركز الأسطول الفرنسي العثماني في مينائها، مما هدد الإمبراطورية الرومانية المقدسة، وخاصة جنوة. وفي أواخر القرن السادس عشر، اجتاح الطاعون المدينة من جديد، وتأسس مستشفى أوتيل ديو على إثر ذلك. بعد ذلك بنحو قرن، عادت المشاكل إلى مرسيليا مرة أخرى لدرجة أن لويس الرابع عشر ملك فرنسا جاء بنفسه على رأس الجيش لقمع انتفاضة محلية قامت عليه. نتيجة لذلك، أنشئ حصنين جديدين وأسطول بحري كبير في ميناء المدينة.

### القرن الثامن عشر والقرن التاسع عشر

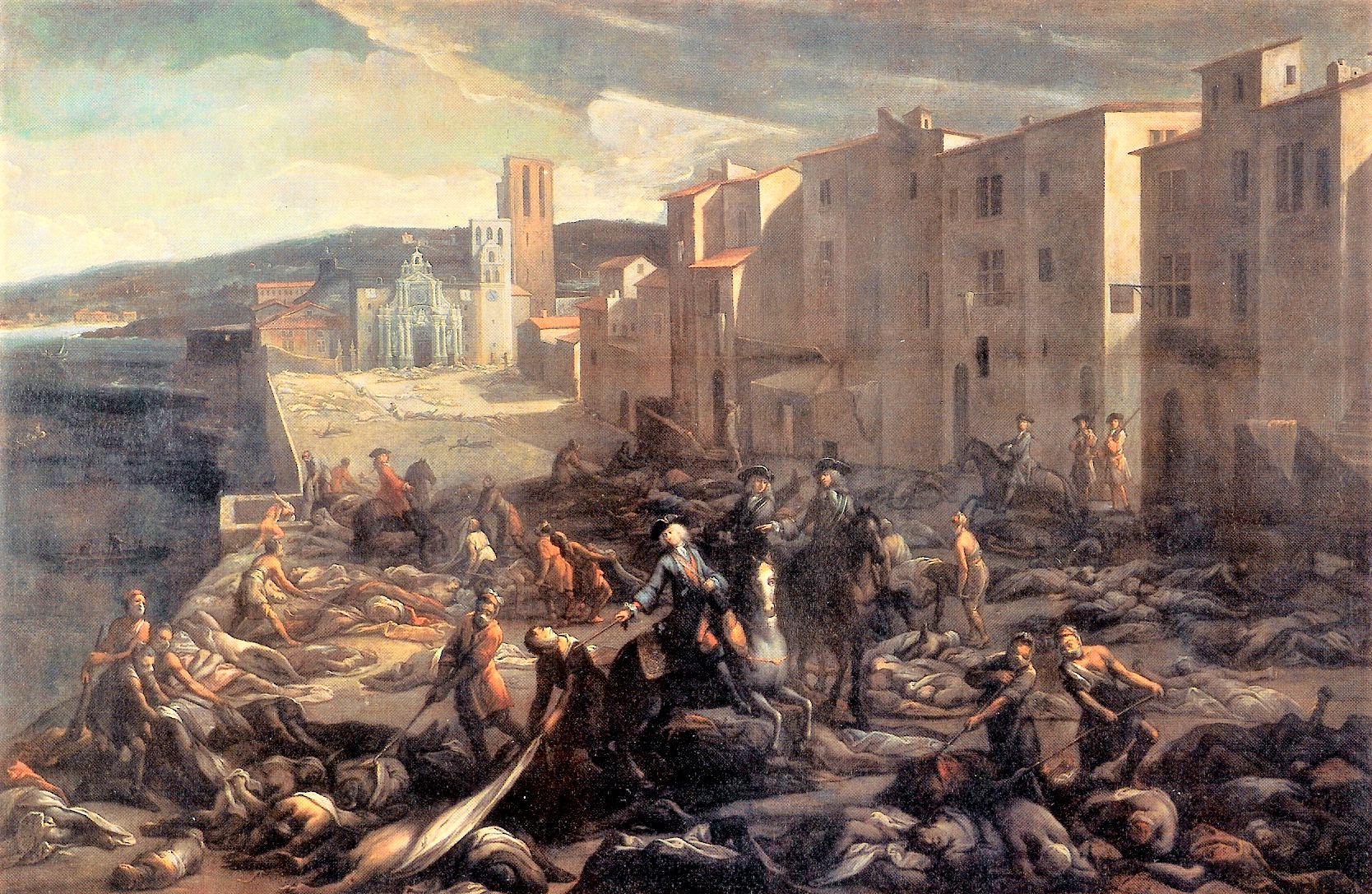
الطاعون العظيم يجتاح مرسيليا عام 1720.

عُمِل على مدى القرن الثامن عشر على تحسين دفاعات المدينة. وازدادت أهمية مرسيليا بصفتها الميناء العسكري الرئيس لفرنسا على البحر المتوسط. في عام 1720، ضرب المدينة الطاعون مرة أخرى، وفتك بنحو 100,000 من سكان المدينة والمنطقة المحيطة بها. كتب كاتب العدل الملكي جان بابتيست غروسون في الفترة ما بين 1770 و 1791 كتاباً يتحدث عن تاريخ مرسيليا وأسماه (مجموعة من القطع الأثرية والآثار التي يمكن أن تثير التاريخ والفن)، والذي ظل لفترة طويلة المرجع الرئيس لتاريخ المدينة ومعالمها الأثرية.
انخرط سكان مرسيليا بحماس في الثورة الفرنسية، وأرسلت المدينة 500 متطوع إلى العاصمة باريس في يوليو من عام 1792 للدفاع عن الحكومة الثورية. غنّى المتطوعون في طريقهم من مرسيليا إلى باريس أغانٍ للثورة، عُرفت بعد ذلك باسم لامارسييز، وهي النشيد الوطني في فرنسا منذ عام 1879 وحتى الآن.
خلال القرن التاسع عشر، كانت مرسيليا موقعاً للابتكارات الصناعية ونمت فيها الصناعة بصورة ملحوظة. حفّز ظهور الإمبراطورية الفرنسية والحركه الاستعماريه التي قامت بها فرنسا (لا سيّما الجزائر) التجارةَ البحرية في مرسيليا وازدهرت جراء ذلك المدينة. ازدادت فرص العمل في مرسيليا أيضاً عند افتتاح قناة السويس عام 1869. انعكست هذه الفترة من تاريخ مرسيليا في كثير من معالمها مثل المسلة النابليونية وقوس النصر الملكي.

### القرن العشرون

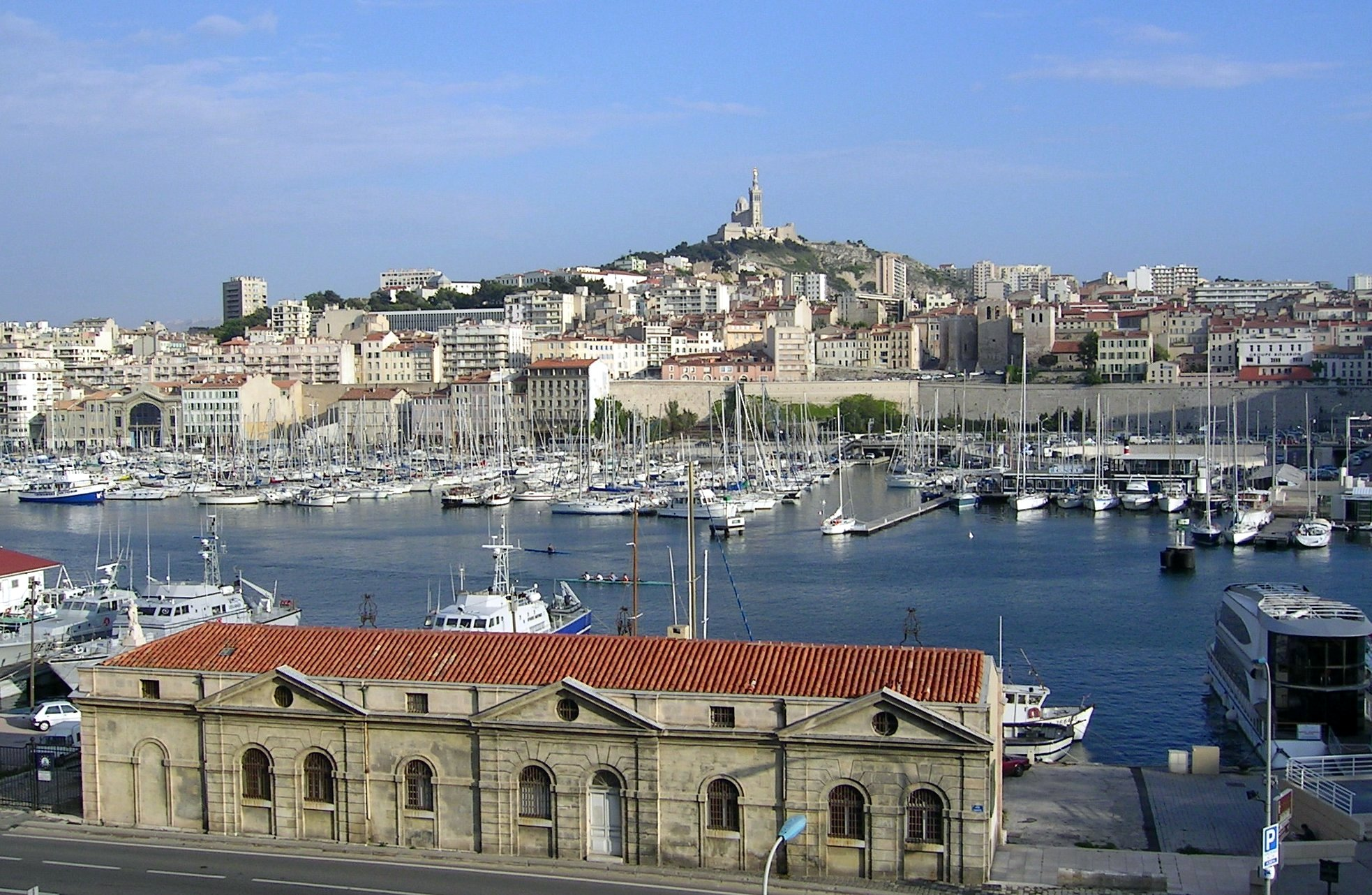
ميناء المدينة القديم.

خلال النصف الأول من القرن العشرين، احتفلت مرسيليا بنفسها بصفتها ميناء الإمبراطورية من خلال معرض استعماري افتتح عاميّ 1906 و 1922. في عام 1934، قدم إلى المدينة ألكسندر الأول ملك يوغوسلافيا ليلتقي بوزير الخارجية الفرنسي لويس بارثو، لكنّه قُتل على يد الثوري البلغاري فلادو شيرنوزيمسكي.
أثناء الحرب العالمية الثانية، تعرضت المدينة لقصف القوات الألمانية والإيطالية عام 1940. نجح الألمان في احتلال المدينة في شهر نوفمبر من عام 1942 حتى أُخرجوا منها في أغسطس عام 1944. في 22 يناير عام 1943، أُلقي القبض على أكثر من أربعة آلاف يهودي في مرسيليا واحتُجزوا في معسكرات الاعتقال قبل أن يُرحلوا إلى بولندا النازية ليُقتلوا. تعرض ميناء المدينة القديم لقصف قوات الحلفاء عام 1944 في سعيهم لتحرير فرنسا. أُعيد بناء أجزاء كبيرة من المدينة في الخمسينيات، حيث دفعت حكومات ألمانيا الشرقية، وألمانيا الغربية، وإيطاليا تعويضات هائلة بالإضافة إلى فائدة مركبة لتعويض المدنيين الذين قُتلوا أو جُرحوا أو شُرّدوا أو خسروا أملاكهم بسبب الحرب.
بعد الحرب العالمية الثانية، دخل عبر مرسيليا أكثر من مليون مهاجر إلى فرنسا. وفي عام 1962، تدفّق أعداد كبيرة من الجزائر المستقلة حديثاً، من ضمنهم نحو 150,000 مهاجر من الأقدام السوداء. بقي كثير من هؤلاء المهاجرين في مرسيليا وأسسوا فيها حياً فرنسياً-إفريقياً يحتوي على سوق كبير.

### القرن الحادي والعشرون
تميزت المدينة في بدايات القرن الحالي بالإرادة السياسية لجعلها مدينة جاذبة للشركات والناس. وبالتالي أُطلقت العديد من عمليات التجديد، من أجل تطوير الميناء وكذلك تطوير البنية التحتية السياحية من فنادق ومراكز مؤتمرات وغير ذلك.

## الإدارة

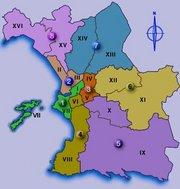
دوائر مرسيليا الإدارية.

تتألف مرسيليا من 16 دائرة إدارية، تنقس كل دائرة منها إلى عدة أحياء ليصل المجموع الكلي 111. ترتبط كل دائرة مع مجاورتها لتكوين 8 أزواج من الدوائر الإدارية، لكل منها مجلس بلدي ورئيس بلدية. (على غرار النظام الإداري في باريس وليون). تجري الانتخابات البلدية كل ست سنوات، ويبلغ مجموع أعضاء المجالس البلدية 303، ثلثاهم هم أعضاء مجالس بلدية أزواج الدوائر الإدارية، وثلثهم يعملون في مجلس المدينة.
منذ عام 1950 وحتى منتصف التسعينات، كانت مرسيليا معقل الاشتراكية والحزب الاشتراكي. حيث أُعيد انتخاب عمدة المدينة الاشتراكي غاستون ديفير ست مرات ليبقى في المنصب 33 سنة ما بين عامي 1953 وحتى وفاته عام 1986. تبعه روبرت فيغورو، ومن ثم العمدة الحالي جان كلود غودان الذي انتخب عام 1995، وأُعيد انتخابه عامي 2001 و 2008. في انتخابات عام 2008، انقسمت مرسيليا إلى الجزء الشمالي الذي سيطر عليه حزب اليسار، والجزء الجنوبي (الأكثر ثراء) الذي سيطر عليه حزب اليمين، بينما كان وسط المدينة وشرقها حلبة صراع بين الأحزاب.

## الاقتصاد

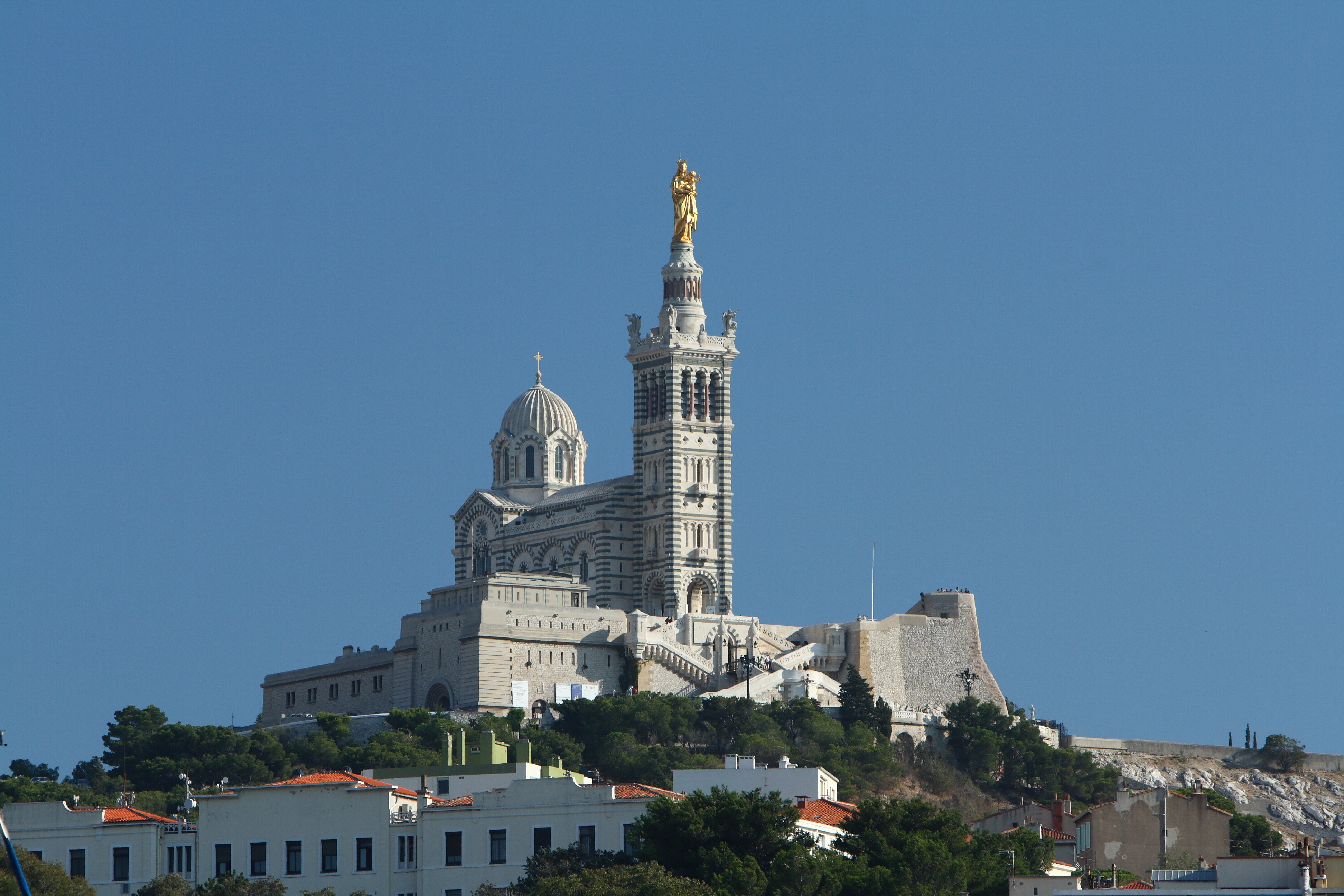
كاتدرائية نوتردام دي لا غارد

مرسيليا هي مركز فرنسي رئيسي للتجارة والصناعة، تتمتع ببنية تحتية ممتازة (سواء الطرق أو الميناء أو المطار). مطار المدينة هو رابع أكبر مطار في البلاد. في مايو 2005، عُدّت مرسيليا أكثر مدن فرنسا الرئيسية ديناميكية، حيث أن نحو 7200 شركة أنشئت في المدينة منذ عام 2000. مارسليا هي أيضاً ثاني أكبر مركز بحوث في البلاد بوجود 3000 باحث في جامعة المدينة. بلغ الناتج المحلي الإجمالي لمنطقة مرسيليا الحضرية 58.9 مليار دولار، و 35,207 دولار من نصيب الفرد الواحد. انخفضت نسبة البطالة في مرسيليا من 20% عام 1995 إلى 14% عام 2004، لكن يبقى معدل البطالة في مرسيليا أعلى من متوسط المعدل الوطني. تصل نسبة البطالة في بعض أجزاء المدينة بين الشباب إلى نحو 40%. شهد اقتصاد مرسيليا في الأعوام الأخيرة نمواً كبيراً في قطاع الخدمات، وتحول من اقتصاد يعتمد على الصناعات الخفيفة إلى اقتصاد متطور يعتمد على الصناعات التكنولوجية الدقيقة. في المدينة آلاف الشركات، 90% منها هي شركات أو مشاريع صغيرة، بالإضافة إلى وجود شركات هي من الأكبر من نوعها في البلاد.
تشتهر مدينة مرسيليا بصناعة الصابون ويسمي باسم صابون مرسيليا (باللغة الفرنسيّة: Savon de Marseille) ذلك لأن مدينة مرسيليا هي أقدم وأشهر المدن في صناعته. هذا النوع من الصابون مُصنَّع من زيت الزيتون أو من زيوت نباتية. وقد سُجلت أول ماركة موثقة لصابون مرسيليا في سنة 1370. وبحلول سنة 1913 بلغ معدل الإنتاج 180,000 طن، وفي سنة 1924 كانت 132 شركة صناعة صابون في مناطق مرسيليا وصالون دو بروفانس.

### السياحة
ميناء مارسليا هو أحد أهم وسائل النقل إلى المدينة، حيث يعبر من خلاله 2.4 مليون مسافر سنوياً. تمتلك مرسيليا العديد من المقومات التي جعلتها واحدة من كبرى مدن فرنسا السياحية، حيث تتميز المدينة بشواطئها وتاريخها وعمارتها وثقافتها (فيها 24 متحف و42 مسرح). بلغ عدد زائري المدينة 4.1 مليون لعام 2012. حصلت مرسيليا على المركز 86 بين مدن العالم الجاذبة لسياحة العمل، بعد أن كانت في المركز 150 في العام الذي سبقه. تُطوّر العديد من المشاريع الحضرية من منتزهات ومتاحف وأماكن عامة ومشاريع عقارية لجعل المدينة أكثر جاذبية. تعمل بلدية مرسيليا باعتبارها مركزاً ترفيهياً رئيسياً في جنوب البلاد، مع تركيز عالٍ على المتاحف ودور السينما والمسارح والنوادي والحانات والمطاعم ومحلات الأزياء والفنادق والمعارض الفنية.

## السكان
بسبب مكانتها البارزة كميناء فرنسا الرئيس على البحر الأبيض المتوسط، كانت مرسيليا واحدة من البوابات الفرنسية الرئيسية. جذبت المدينة أعداداً كبيرة من المهاجرين من مختلف الجنسيات والأعراق والأديان. بحلول نهاية القرن الثامن عشر، هاجر العديد من سكان بروفنس وبقية مناطق فرنسا الجنوبية إلى المدينة ليشكلوا نحو 50% من سكانها.
جلبت الأوضاع الاقتصادية والاضطرابات السياسية في أوروبا وبقية أنحاء العالم عدة موجات من المهاجرين إلى المدينة خلال القرن العشرين. بدأ اليونانيون والإيطاليون الهجرة إلى مرسيليا في نهايات القرن التاسع عشر وبدايات القرن العشرين، حتى أصبح 40% من سكان المدينة ينحدرون من أصول إيطالية. أما الموجة التي تبعتها فكانت هجرة الروس إلي مرسيليا عام 1917 (وهو العام الذي قامت فيه الثورة البلشفية) وكذلك الأرمن في عامي 1915 و1923. ثم الكورسيكيون في العشرينيات والثلاثينيات، تلاهم الإسبان عام 1936 (وهو العام الذي بدأت فيه الحرب الأهلية الإسبانية)، كما هاجر إلى مرسيليا سكان شمال أفريقيا (سواء العرب أو البربر) في فترة ما بين الحربين. تبع ذلك هجرة الأقدام السوداء من الجزائر الفرنسية عام 1962 (عام استقلال الجزائر)، ثم تلاهم سكان جزر القمر. في عام 2006، وُجد في المدينة نحو 70,000 شخص يرجع أصله إلى بلاد المغرب العربي، خصوصاً من الجزائر. وكانت أكبر ثاني مجموعة سكانية ذات جنسية واحدة هي السكان الذين ينحدرون من جزر القمر، بواقع 45,000 شخص يعيشون في عاصمة الجنوب الفرنسي.
حالياً، نحو ثلث سكان مرسيليا ينحدرون من أصول إيطالية، كما تعد مرسيليا ثاني أكبر قاعدة للأرمن والكورسيكيين في البلاد. كما يشكل المغاربة والأتراك والقمريون والصينيون والفيتناميون جزءاً هاماً من نسيج المجتمع. في عام 1999، كان 40% من الشباب في أجزاء عديدة من المدينة ينحدرون من أصول مغاربية (أحد الوالدين على الأقل مهاجر). تُلقب مرسيليا بلقب «الولاية رقم 49» (أي أنها متممة لولايات الجزائر التي يبلغ عددها 48) وذلك راجع لكثرة أعداد الجزائريين الذين يقطنون فيها.[بحاجة لمصدر]
يُظهر هذا الجدول عدد سكان مرسيليا على مر التاريخ:

### الدين
مثل بقية فرنسا، مدينة مرسيليا ذات غالبية مسيحية منذ العصور الوسطى، وفقًا لإحصائية تعود لعام 2013 نحو 68.2% من سكان مرسيليا من المسيحيين. المسلمون هم ثاني أكبر الطوائف الدينية في مرسيليا، حيث يُقدر نسبتهم بنحو ثلث السكان، وتعود أصول غالبيتهم العظمى إلى دول المغرب العربي وتركيا، كما أن المدينة موطنٌ لثاني أكبر جالية يهودية في البلاد بعد العاصمة باريس. في المدينة حضور أيضاً للبوذيين واللادينيين.
تشمل الطوائف الدينية الرئيسية في مرسيليا:
- 400,000 تقريباً يعتنقون الكاثوليكية الرومانية.[85]
- 250,000 تقريباً يعتنقون الإسلام (يمثل المسلمون 30% - 40% من السكان، أي نحو الثلث).[86][87][88][89]
- 80,000 تقريباً يتبعون كنيسة الأرمن الأرثوذكس.
- 80,000 تقريباً يعتنقون اليهودية (مرسيليا هي ثالث أكبر تجمع يهودي في أوروبا).[90]
- 20,000 تقريباً يعتنقون البروتستانتية.
- 10,000 تقريباً يعتنقون الأرثوذكسية الشرقية.
- 3,000 تقريباً يعتنقون البوذية.[91]

## الرياضة

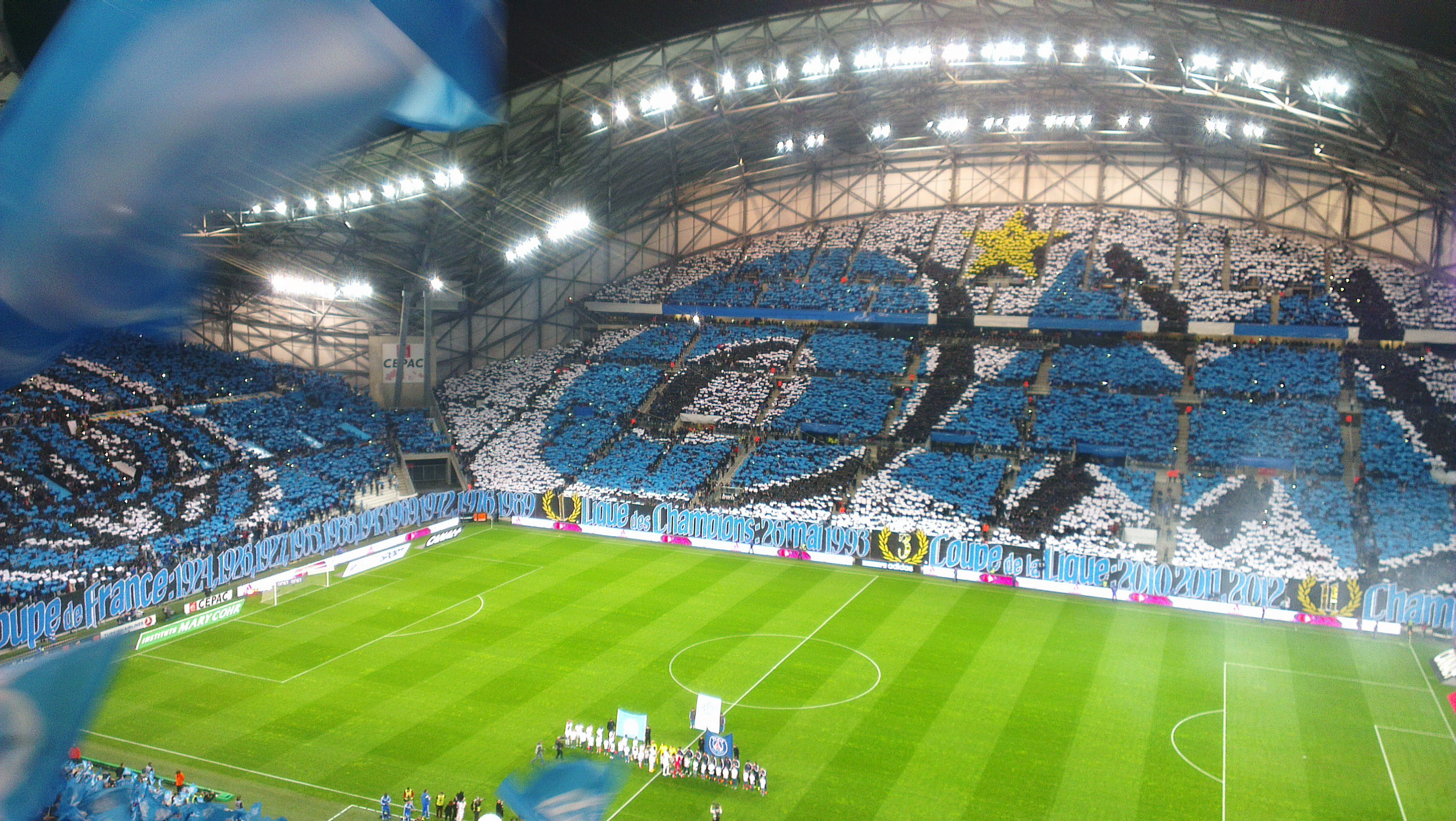
ملعب فيلودروم.

تضم مرسيليا مجموعة متنوعة من الفرق والمرافق الرياضية. أكثر الفرق الرياضية شعبية في المدينة هو نادي أولمبيك مرسيليا لكرة القدم، الذي فاز ببطولة دوري أبطال أوروبا 1992-1993 وحاز على وصافتها عام 1991، كما وصل نهائي كأس الاتحاد الأوروبي عامي 1999 و 2004. ملعب النادي هو ستاد فيلودروم الذي يتسع لأكثر من 60,000 متفرج، ويستضيف العديد من الأحداث الرياضية المختلفة، مثل مباريات المنتخب الفرنسي للرجبي. استضاف الملعب عدة مباريات خلال كأس العالم لكرة القدم 1998 وكأس العالم للرجبي 2007. تشتهر المدينة كذلك بنشاطات البيتانك حتى أنها تُعرف بأنها عاصمة البيتانك. حيث استضافت المدينة عام 2012 بطولة العالم للبيتانك، كما يُقام فيها مونديال مرسيليا للبيتانك سنوياً، أهم بطولات هذه الرياضة.
تُعد سباقات القوارب الشراعية إحدى الرياضات المهمة في مرسيليا، حيث تسمح ظروف الرياح بإقامة هذه المسابقات في مياه البحر المتوسط الدافئة. يُقام في مدينة مرسيليا العديد من الرياضات المائية الأخرى، مثل ركوب الأمواج. تحتوي مرسيليا على ثلاثة ملاعب للغولف، كما تحتوي على العشرات من الصالات الرياضية والعديد من المسابح العامة. تنتشر ممارسة الجري بين سكان المدينة أيضاً في المتنزهات العامة.

## شخصيات معروفة

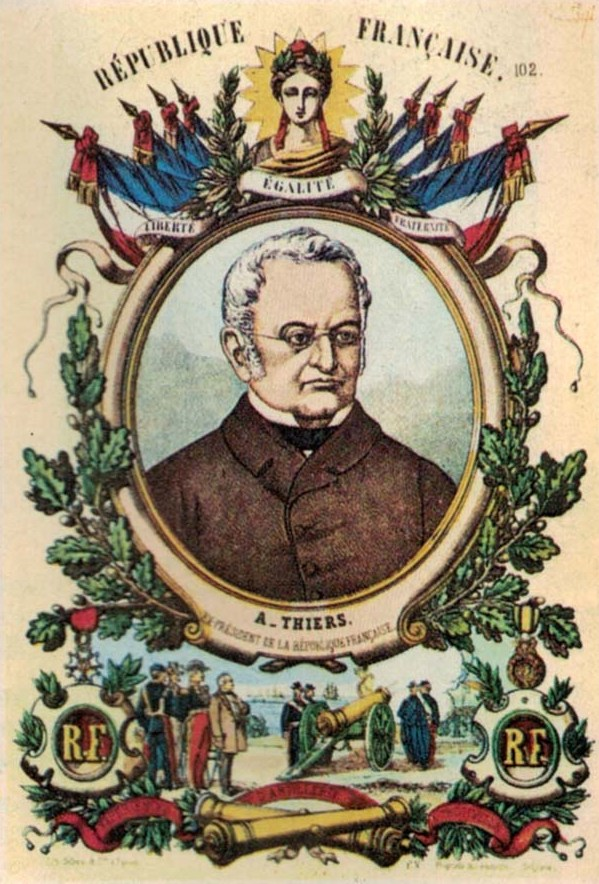
أدولف ذيرز

وُلد العديد من الشخصيات المعروفة في مرسيليا، مثل:
- بيثياس (القرن الرابع قبل الميلاد)، تاجر وجغرافي ومكتشف يوناني.[100]
- أدولف ذيرز (1797 - 1877)، أول رؤساء الجمهورية الفرنسية الثالثة.[101]
- ماريوس بتيبا (1818 - 1910)، راقص باليه.[102]
- شارل فابري (1867 - 1945)، فيزيائي.[103]
- إدموند روستان (1868 - 1918)، شاعر وكاتب مسرحي.[104]
- أنطونين أرتو (1897 - 1948)، كاتب.
- رجاء جارودي (1913 - 2012)، كاتب وفيلسوف.[105]
- سيزار بالداكيني (1921 -1998)، نحّات.[106]
- جان بيير رامبال (1922 - 2000)، عازف الفلوت.[107]
- موريس بيجار (1927 - 2007)، راقص باليه.[108]
- إيريك كانتونا (1966)، لاعب مانشستر يونايتد ومنتخب فرنسا السابق.[109]
- باتريك فيوري (1969)، مغني.[110]
- زين الدين زيدان (1972)، كابتن منتخب فرنسا لكرة القدم السابق.[111]
- سيباستيان غروسجان (1978)، لاعب تنس.[112]
- ماتيو فلاميني (1984)، لاعب كرة قدم.[113]
- سمير نصري (1987)، لاعب كرة قدم.[114]

## العلاقات الدولية

### مدن توأمة
ترتبط مدينة مرسيليا رسمياً بعلاقة توأمة مع 14 مدينة في الوقت الحاضر:
| - أبيدجان - أنتويرب - كوبنهاغن - داكار - جنوة - غلاسكو - حيفا | - هامبورغ - كوبه - مراكش - أوديسا - بيرايوس - شنغهاي - بروكسل |

### مدن شريكة
وقعت مرسيليا اتفاقيات شراكة بمختلف أنواعها مع 29 مدينة:.
| - أغادير - الإسكندرية - الجزائر - باماكو - برشلونة - بيروت - كيب تاون - الدار البيضاء - غدانسك - يريفان | - إسطنبول - أزميت - القدس - ليماسول - لومي - ليون - مكناس - مونتيفيديو - انجمينا - نيس | - نيم - الرباط - سراييفو - فارنا - سوسة - سالونيك - تيرانا - طرابلس - تونس |

## وصلات خارجية
- مرسيليا عاصمة الجنوب (بالإنجليزية)
- الموقع الرسمي لعاصمة الثقافة الأوروبية (بالفرنسية)